# Фриденсрайх Хундертвасер
Фриденсра̀йх Хундертва̀сер (на немски: Friedensreich Regentag Dunkelbunt Hundertwasser, истинско име – Фридрих Щовасер (на немски: Friedrich Stowasser) е австрийски художник, скулптор и архитект, познат с уникалния си стил.

## Биография
Роден е на 15 декември 1928 г. във Виена, Австрия, единствено дете на еврейско семейство. Баща му е безработен техник, участник в Първата световна война. Той умира 13 дни след навършването на 1 годинка на Хундертвасер. Хундертвасер е отгледан от своята майка. През 1937 г. тя, желаейки да спаси Фридрих от преследванията на нацистите, настоява той да бъде покръстен за католик. По време на националсоциализма през 1938 г. младежът постъпва в редовете на Хитлерюгенд. 69 души от семейството на майка му са изпратени и убити в немските концентрационни лагери.
Фридрих започва да се интересува от изкуство от петгодишна възраст. Първата му рисунка, направена с молив от натура, е от 1943 г. Предимно рисува с пастели и колекционира изсушени цветя. На ранните му рисунки са представени околностите на Виена и нейната архитектура. Фридрих не получава системно художествено образование. През 1948 г. за известно време Щовасер посещава Виенската академия за изящни изкуства (класът на проф. Робин Христиан Андерсен, слуша също Егон Шиле и др.), обаче, след като получава навици да рисува от натура, оставя ученето. По думите му, в Академията му е станало скучно.
Щовасер променя фамилията си през зимата на 1949 г. Образува псевдонима си, като превежда на немски първата част от своята фамилия, която прилича на славянска дума (Сто – Hundert). Както разказва по-късно, водата за него е една от главните стихии: „водата ме интересува много“, тя е „подслон, врата, през която винаги мога да се измъкна“. Името, което той измисля за себе си през 1961 г. в Япония, е преработка на първото му име Фридрих (в превод на съвременен немски език Фриденсрайх дословно означава „богат със света“). Хундертвасер последователно го изменя – отначало на Фредерик, след това на Фридерайх, и, накрая, на Фриденсрайх. Както обяснява самият художник, човек трябва да има много имена, всяко от тях описва една от неговите хипостази.
През 1950 г. заминава за Париж. На следващата година пътешества до Тунис и Мароко. През 1953 г. създава Теорията за вегетативната спирала, а през 1958 г. в манастира Зекау провъзгласява своя манифест „Los fon Los“ където застъпва течението срещу рационализма в архитектурата.
През 50-те и 60-те години на миналия век Хундертвасер започва да се интересува от проблемите на околната среда. Хундертвасер се слави като заклет еколог и страстен природозащитник. Във Венеция притежава парцел с голяма къща, но той самият живее в малка градинска постройка към нея. Сам изгражда съоръжение за пречистване на вода за цветята. Ужасява се от пералните машини и перилните препарати, като ги смята за изключително вредни за околната среда. Един от големите му проекти, осъществен в селището Блумау, е символ на хармонията между човека и природата. Там дори покривите на сградите са покрити с тревна настилка.

### Личен живот
Хундертвасер е женен два пъти, и то само за по няколко години. През 1958 г. се жени в Гибралтар. Бракът му продължава две години. През 1962 г. се жени повторно за японката Юко Икевада. Този брак продължава до 1966 г.
Като личност Хундертвасер е доста ексцентричен. Редовно ходи обут с 2 различни чорапа. Появява се е чисто гол пред слушателите на неговите беседи. Той никога не глади дрехите си. Домашният му любимец е един охлюв.
Хундертвасер умира от инфаркт на 19 февруари 2000 г., на 71-годишна възраст, на борда на кораба „Куин Елизабет II“ на път от Нова Зеландия за Европа. Погребан е в имението си в Нова Зеландия, където собственоръчно е посадил 300 000 дървета. Неговото желание е на гроба му да расте само едно дърво. Погребан е чисто гол, без ковчег, в градината на щастливите мъртви, под дърво с формата на лале.

## Архитектура
За неговия стил за характерни различните по вид прозорци, цветни мозайки, много зеленина и растителност. Хундертвасер е противник на правите линии и рационалността в архитектурата: „планираната архитектура не може да се смята за изкуство“.
Той строи без предварителни скици и планове. Според него съвършенството се крие в спиралите и кривите линии. Негова запазена марка са вълнообразните подове: „гладкият под е изобретение на архитектите, той е удобен за машините, но не и за хората“.

## Творчество
Творчеството на Хундертвасер е толкова самобитно, че не се вмества в рамките на нито едно течение в изкуството. Правил е интериор на Boeing 757. В Лисабон на една от стените на гарата стои неговото пано „Тъгата на Атлантида“.
Хундертвасер умеел да плете и тъче. Автор е на ефектни проекти за килими.
Предлага интересни дизайни за регистрационните номера на австрийските автомобили, но проектът му е отхвърлен. Разработва и авангардни идеи за национални флагове. Проектира и мъжки двулицев костюм на Вог.
През 1981 г. прави голяма изложба в гр. София, галерията на ул. Шипка 6

## Награди
- Почетен златен медал на град Виена
- Наградата Sanbra на 5-о биенале в Сао Паоло – 1959 г.

## Архитектурни проекти
Хундертвасер реализира много архитектурни проекти:
- Австрия
  - Дом Хундертвасер, Виена, 1983 – 1986
  - Mierka Getreidesilo, Кремс на Дунав, 1982 – 1983
  - Rupertinum, Залцбург (Zungenbart), 1980 – 1987
  - Църква „Света Варвара“, Бернбах, 1987 – 1988
  - Деревенски музей, Ройтен, 1987 – 1988
  - Текстилна фабрика Рюф, Цвишенвасер, 1988
  - Крайпътен ресторант в Бад Фишау, 1989 – 1990
  - Музей „Кунстхаус“, Виена, 1989 – 1991
  - Търговски-възстановителен център, Виена, 1990 – 1991
  - Целебен източник, Цветл, 1992 – 1994
  - Pavillon bei der DDSG Blue Danube Ponton Wien, 1992 – 1994
  - Спирален източник I, Линц, 1993 – 1994
  - Онкологична болница, Грац, 1993 – 1994
  - Селище с термални извори, Бад-Блумау, 1993 – 1997
  - Фабрика и художествено оформление на номера на къщи, Цвишенвасер
  - Завод за преработка на боклуци „Шпителау" 1988 – 1997

- Германия
  - Фабрика Розентал, Зелб, 1980 – 1982
  - Детска градина Хедернхайм, Франкфурт на Майн, 1988 – 1995
  - Екологичен дом, Хам, парк Максимилиан 1981/1982
  - Дом на полето Бад-Зоден (Таунус), 1990 – 1993
  - Wohnen unterm Regenturm Плохинген на Некар, 1991 – 1994
  - Гимназия „Мартин Лутер“, Витенберг, 1997 – 1999
  - „Горската спирала“, Дармщат, 1998 – 2000
  - Кафене в Хамбург, 1998 – 2000
  - Гарата в Юлцен, Юлцен, 1999 – 2001
  - Летский сад, Вюлфрат, 2001
  - Зелената цитадела, Магдебург, 2004 – 2005
  - Къща Роналд Макдоналд на Благотворителната фондация за деца на Макдоналдс в Есен/Grugapark
  - Музей на Хундертвасер в Абенсберг, открит на 23 април 2007

- Япония
  - Паметник на часовете на 21 век, Токио, 1992
  - Детска площадка, Осака, 1996 – 1997
  - Фабрика „Майсима“, Осака, 1997 – 2000
  - Maishima Sludge Center, Осака, 2000

- САЩ
  - Винарна „Дон-Кихот“ в долината Напа, 1992 – 1999

- Израел
  - Спирален източник II, Тел Авив, 1994 – 1996

- Швейцария
  - Крытый рынок в Алтернхайн, комуна Тал (Санкт Гален), 1998 – 2001

- Нова Зеландия
  - Обществена тоалента в Кавакава, 1999

## Галерия

### Детска градина въвФранкфурт
- Изглед от югозапад
- Изглед от север
- Главният вход
- Колона
- Коридор на първия етаж
- Мозайка на стената